# Юматово (Московская область)
Юматово — деревня в Наро-Фоминском районе Московской области, в составе сельского поселения Ташировское. Численность постоянного населения по Всероссийской переписи 2010 года — 23 человека. До 2006 года Юматово входило в состав Крюковского сельского округа.
Деревня расположена в западной части района, на правом берегу реки Таруса, примерно в 6 км к северо-западу от города Наро-Фоминска, высота центра над уровнем моря 185 м. Ближайший населённый пункт — Скугорово в 1,5 км на восток.